# Línea G (subte de Buenos Aires)
La línea G es una de las líneas proyectadas del subte de Buenos Aires. Uniría las estaciones ferroviarias de Retiro con el barrio de Villa del Parque. Su extensión en su primera etapa entre Retiro y Cid Campeador será de 7,2 km. Su construcción había estado prevista para 2011, pero por problemas de financiamiento fue postergada por tiempo indeterminado.

## Recorrido
El proyecto aún no se ha ejecutado y las estaciones que la compondrían, como su recorrido, todavía no serían sometidos a modificaciones. En una segunda etapa la línea se extendería al barrio de Villa del Parque. La línea circularía debajo de las avenidas Ramos Mejía, su continuación, Maipú, Santa Fe, Córdoba, Estado de Israel, Díaz Vélez, su continuación, San Martín y la calle Nazarre.
- Retiro (combinación con la línea C, E), las líneas Mitre, Belgrano Norte y San Martín.
- Cerrito
- Paraná
- Callao  (combinación con la futura línea F)
- Pueyrredón  (combinación con las líneas D y H)
- Jean Jaurès
- Mario Bravo
- Gascón
- Estado de Israel  (combinación con la línea B)
- Parque Centenario
- Cid Campeador  (combinación con la futura línea I)

Segunda etapa:
- Juan B. Justo
- Donato Álvarez
- Punta Arenas
- Agronomía
- Villa del Parque (combinación con la línea San Martín)